# آستون مارتین ۲ لیتر اسپورت

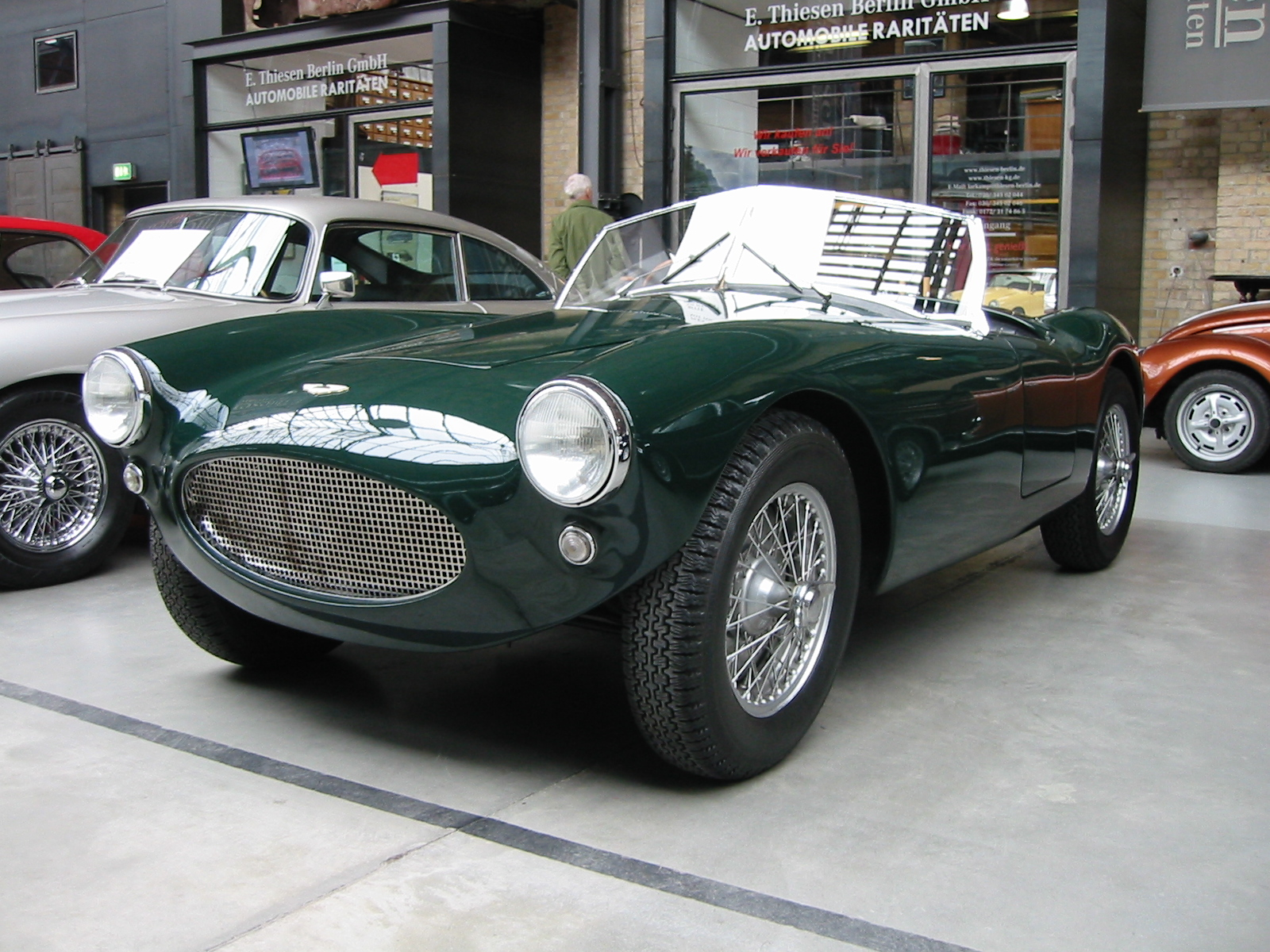

آستون مارتین ۲ لیتر اسپورت (Aston Martin 2-Litre Sports) خودرویی است که در سال‌های ۱۹۴۸–۱۹۵۰۱۵ تولید شده‌است.
این خودرو در کلاس خودرو اسپورت قرار گرفته، طراحی آن خودروهای موتور جلو-محور عقب بوده‌است.

## نگارخانه

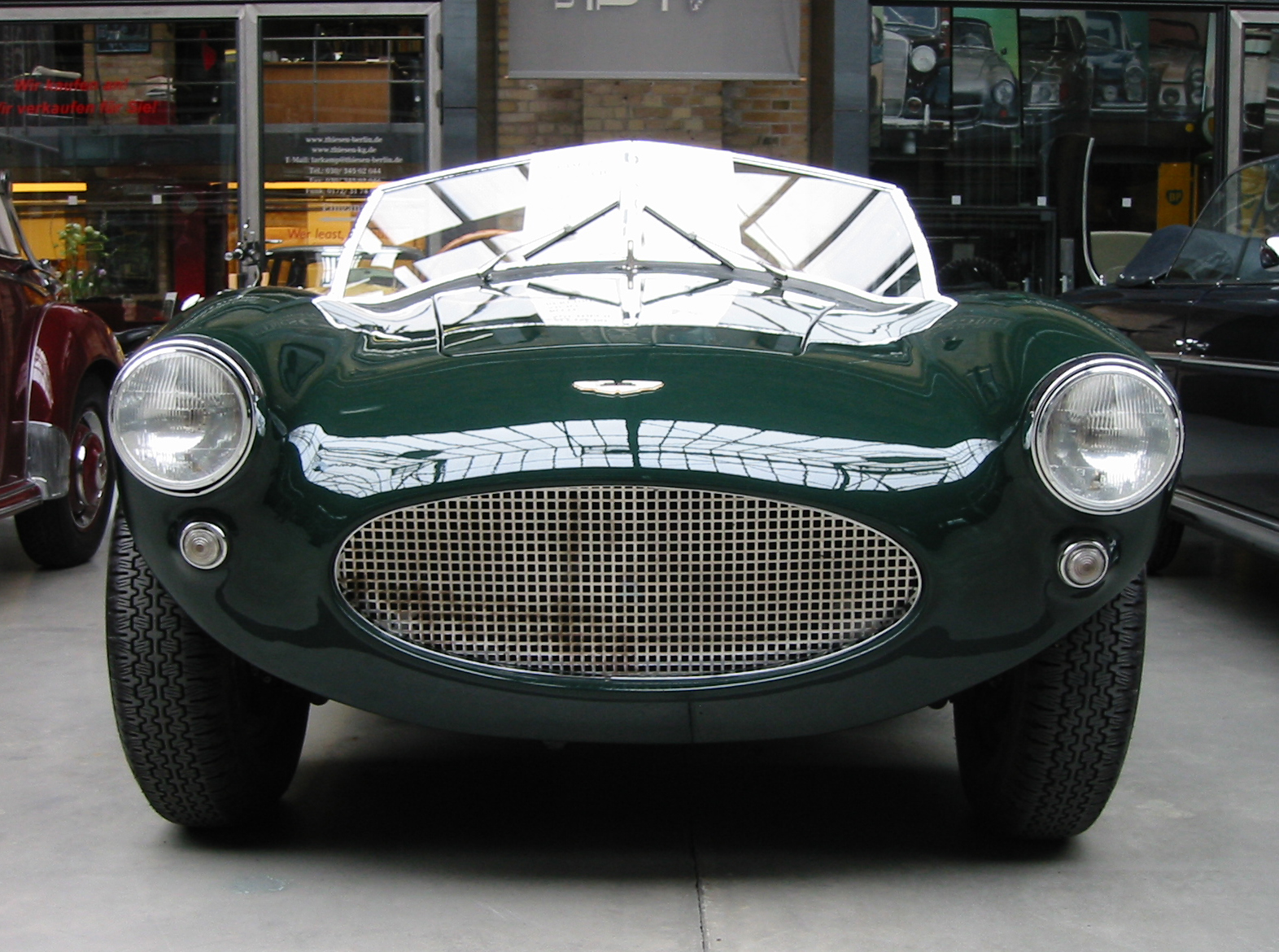
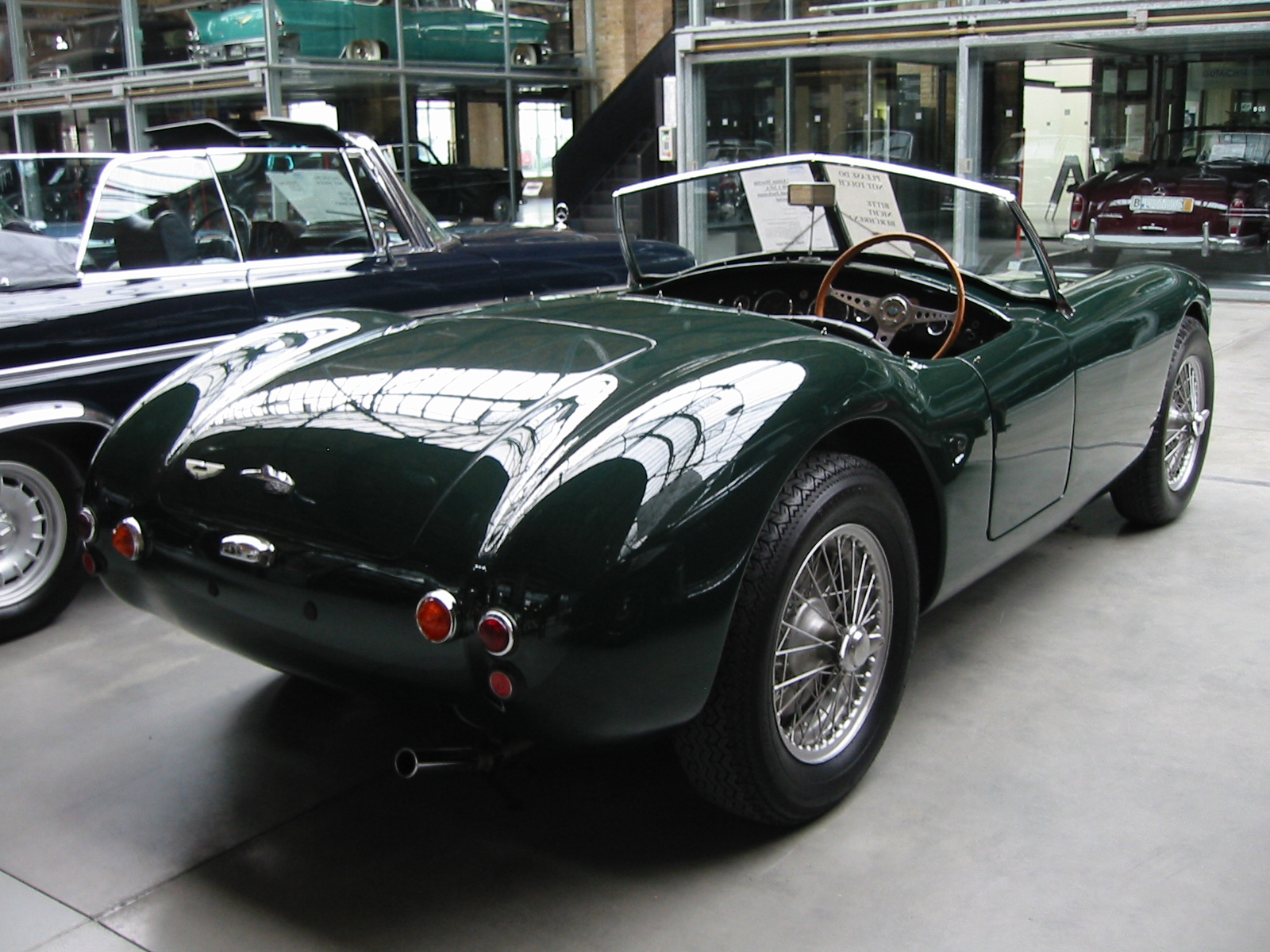
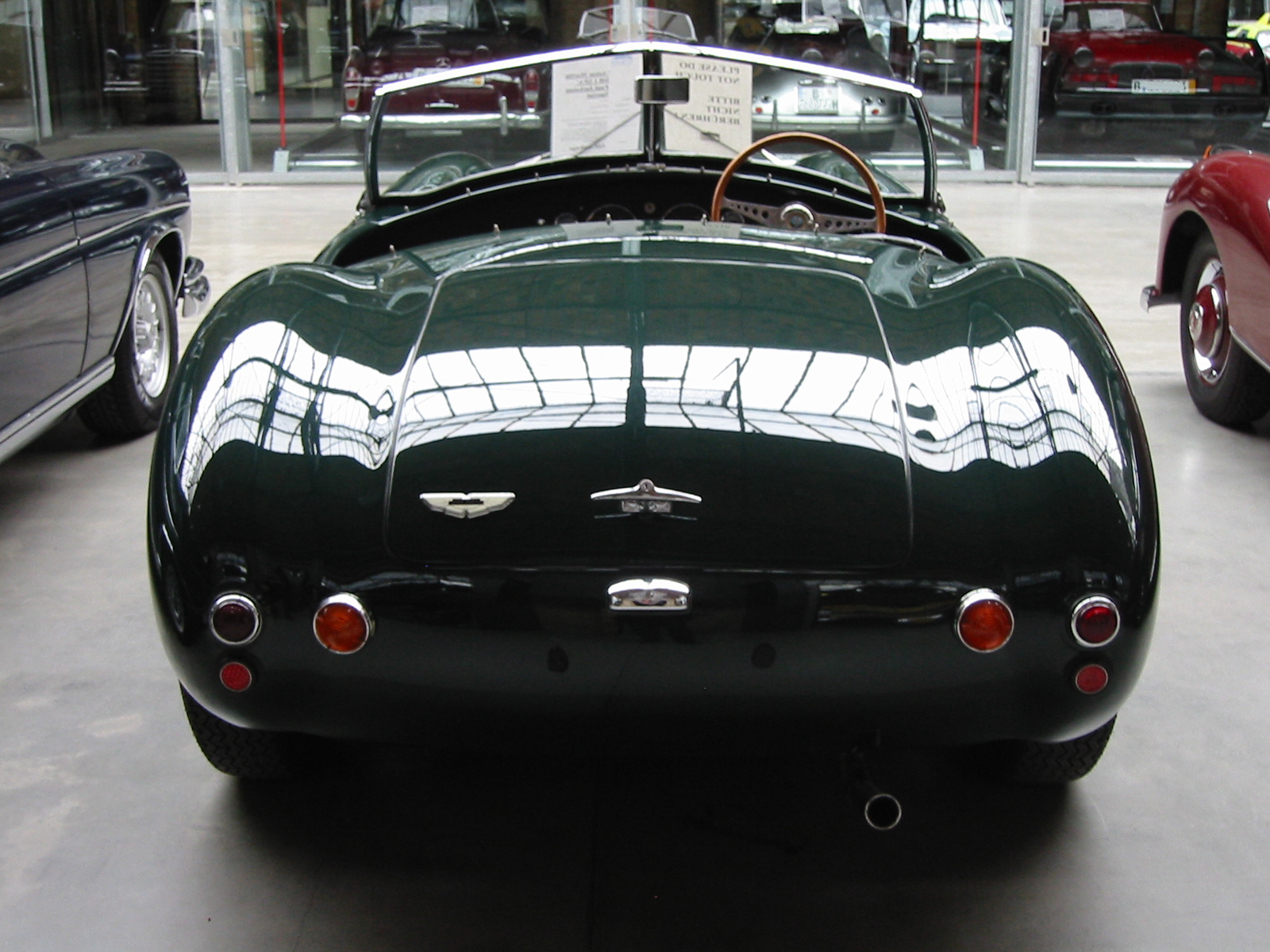
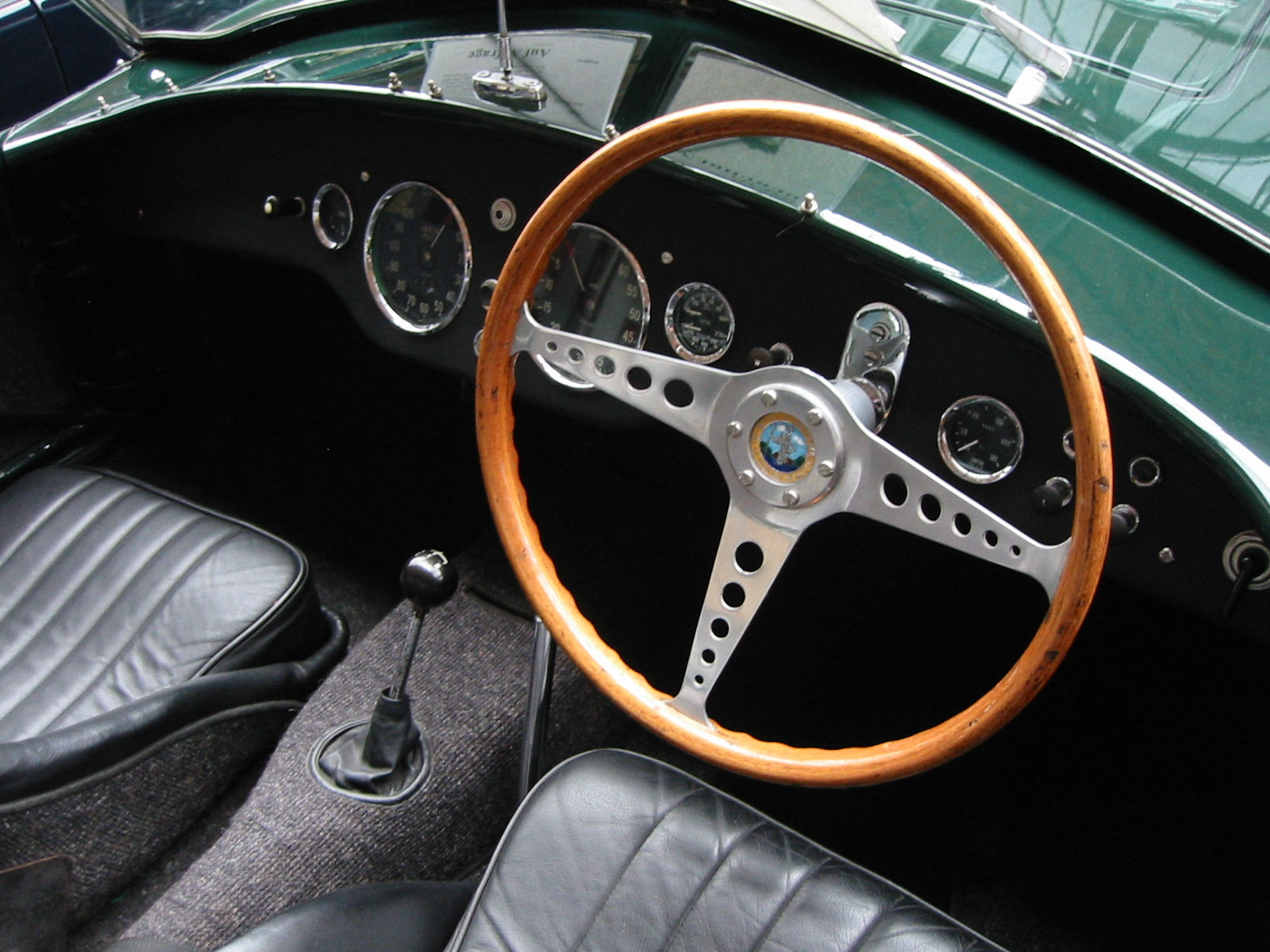
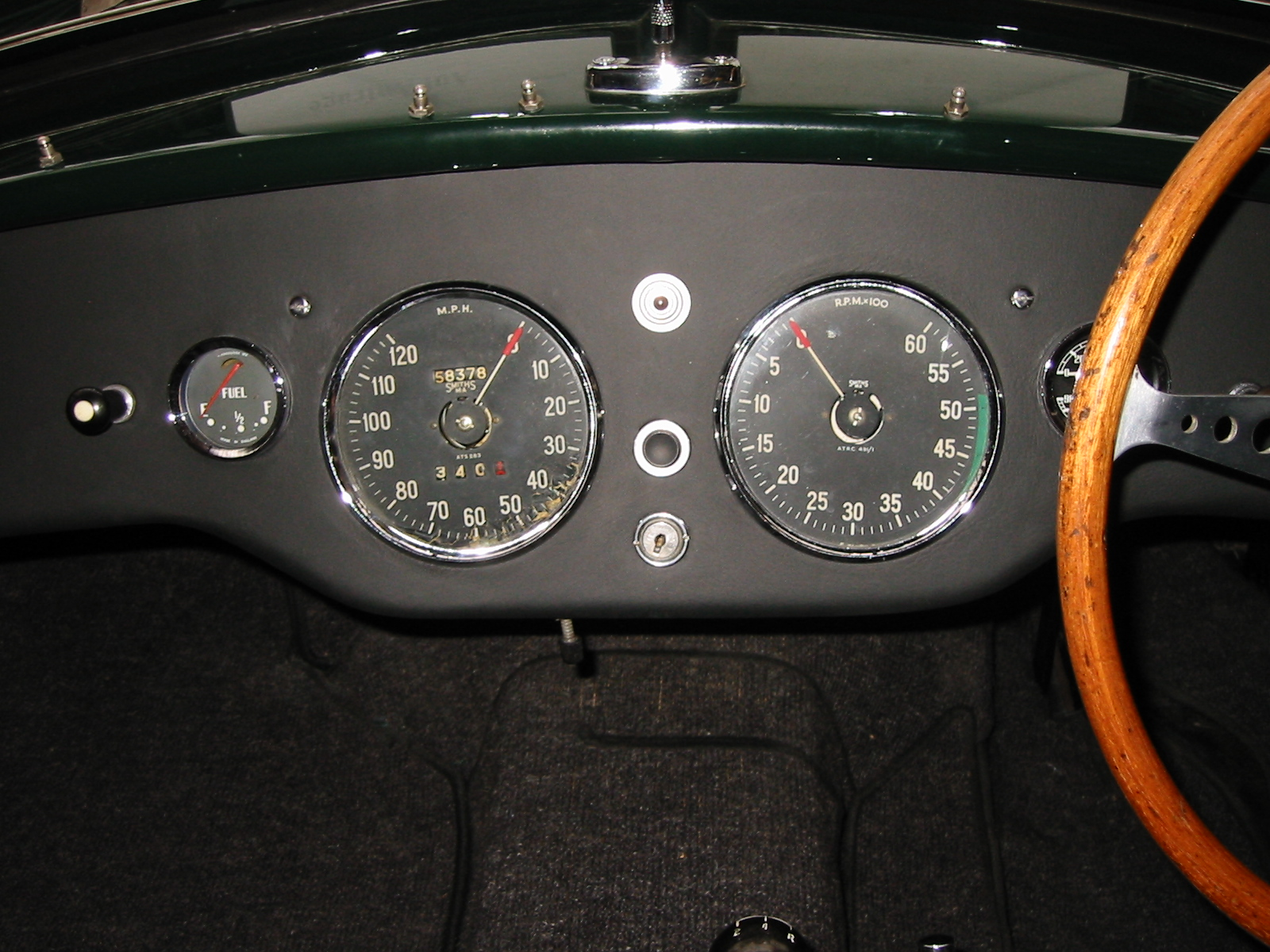